# Nina Uraltseva
Nina Nikolajewna Uralzewa (em russo:  Нина Николаевна Уральцева; Leningrado, 24 de maio de 1934) é uma matemática russa, que trabalha com equações diferenciais parciais.
Obteve um doutorado em matemática em 1960 na Universidade Estatal de São Petersburgo, orientada por Olga Ladyzhenskaya, com a tese Regularität von Lösungen von multidimensionalen elliptischen Gleichungen und Variationsproblemen e habilitou-se em 1964 (Doktor nauk). Tornou-se em 1966 professora da Universidade Estatal de São Petersburgo.
Foi palestrante convidada do Congresso Internacional de Matemáticos em Nice (1970: On the non uniformly quasilinear elliptic equations) e em Berkeley (1986: Estimates of derivatives of solutions of elliptic and parabolic equations).

## Obras
- com Ladyzhenskaya: Linear and quasilinear equations of elliptic type, Academic Press 1968 (original russo 1964)
- com Ladyzhenskaya, V. A. Solonnikov Linear and quasilinear equations of parabolic type, American Mathematical Society 1968
- Editora: Nonlinear evolution equations, American Mathematical Society 1995
- com M. Birman (Eds.): Nonlinear equations and spectral theory, American Mathematical Society 2007